# フランス保護領モロッコ

フランス保護領モロッコ
Protectorat français au Maroc (フランス語)
الحماية الفرنسية في المغرب (アラビア語)

国歌: La Marseillaise（フランス語）
ラ・マルセイエーズ
النشيد الشريف（アラビア語）
モロッコの国歌
フランスによるモロッコの征服（1907年 - 1927年）

1. 

フランス保護領モロッコ（フランスほごりょうモロッコ、フランス語: Protectorat français au Maroc、アラビア語: الحماية الفرنسية في المغرب）またはフランス領モロッコは、アラウィー朝の統治を残したままモロッコの大部分にフランスの保護国という形で設立されたフランスによる軍事支配地域である。保護国は、スルタンアブデルハフィードがフェス条約に署名したことで、1912年3月30日に正式に設立された。しかし、フランスによるモロッコの軍事支配は、ウジダ侵攻と1907年のカサブランカ砲撃によって、既に始まっていた。
フランスの保護領としては、フランス・モロッコ共同宣言によって1956年3月2日にフェス条約が破棄されるまで続いた。モロッコの独立は、フランスの存在がなくなったことを意味するのではない。フランス軍をモロッコに駐留させる権利、モロッコの外交方針に口出しする権利などを含む、フランスの大きな影響力がモロッコに残った。

## 序章

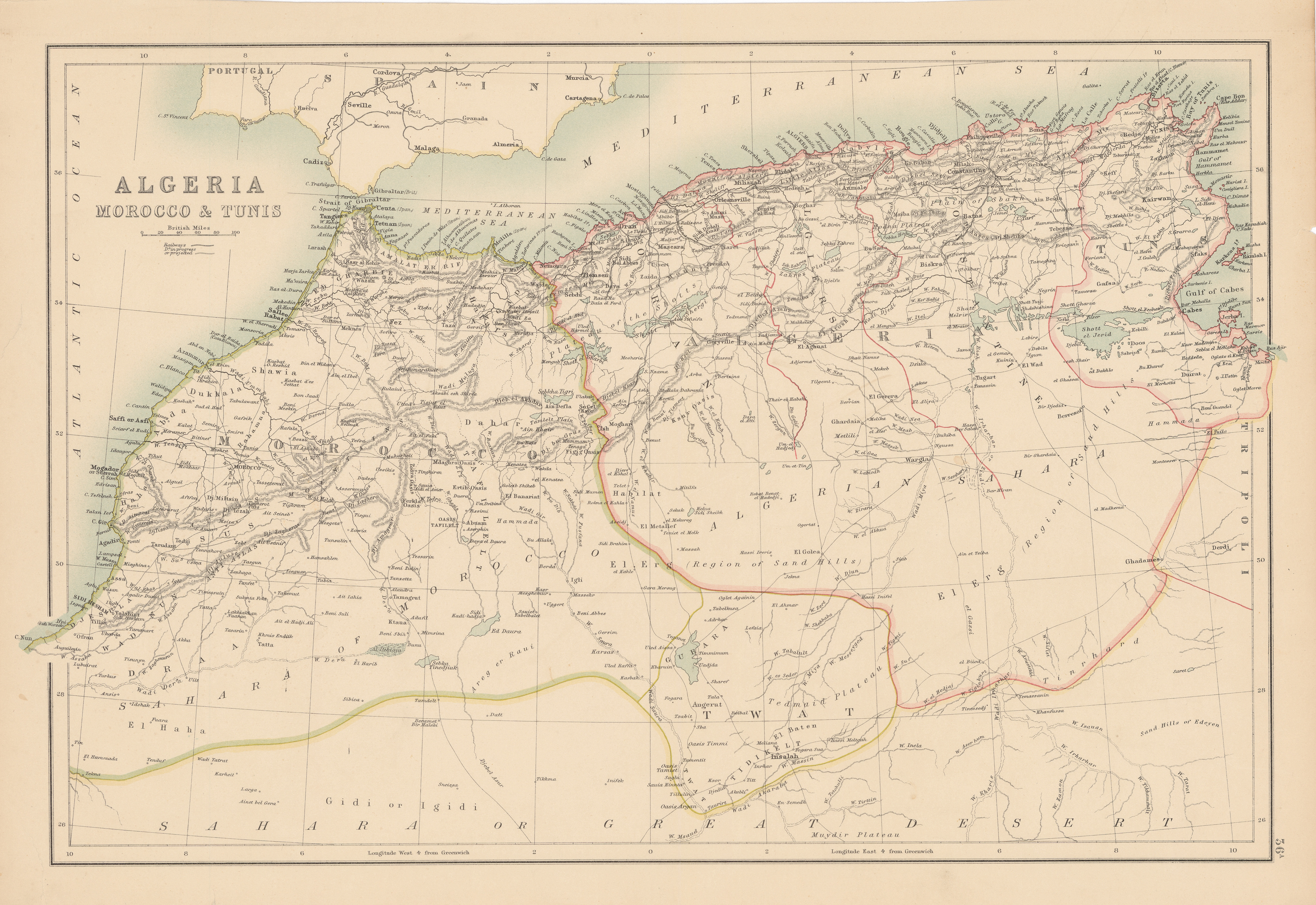
19世紀後半のマグレブ地方

その権威の弱さにもかかわらず、アラウィー朝は18世紀と19世紀にモロッコの独立を維持することで頭角を表していたが、アフリカの他の地域はフランスまたはイギリスの支配に屈した。しかし19世紀後半には、モロッコの脆弱さと不安定さは、脅威にさらされた投資を保護し、経済的譲歩を要求するためにヨーロッパ諸国の介入を招いた。この介入は、1880年のマドリード条約の署名で最高潮に達した。20世紀の最初の数年間は、ヨーロッパの大国、特にフランスの北アフリカへの関心をさらに高める外交的工作が急増した。
フランスのモロッコでの活動は、19世紀の終わりに始まった。1904年、フランス政府はモロッコに保護領を設立しようとしており、イギリス（1904年4月8日、英仏協商を参照）とスペイン（1904年10月7日）との間で、この取り組みにおいて両国からの支持を保証する、2つの二国間秘密協定に署名した。その同じ年、フランスはタンジェでのモロッコ債務管理局の創設を後援した。フランスとスペインは密かにスルタンの領土を分割し、スペインは国のはるか北と南で譲歩を受けた。

### 第一次モロッコ事件（1905年3月 - 1906年5月）
第一次モロッコ事件は、帝国の対立から起こった。この事件は、ドイツと、イギリスの支援を受けたフランスの間での対立であった。ドイツは1905年3月31日にモロッコでヴィルヘルム2世がタンジェを自ら訪問するなど、新たな協定の発効を阻止するために即座に外交措置を講じた。皇帝ヴィルヘルム2世は、フランスやイギリスと戦争した際にモロッコの支持を得ることを試み、モロッコ独立の支持を表明する演説を行った。これは、モロッコにおけるフランスの支配に対する挑発的な挑戦となった。
1906年、紛争の解決のためにアルヘシラス会議が開かれ、ドイツはフランスがモロッコの警察の支配権をドイツに譲るが、政治と金融に対する支配権はフランスが維持するという合意を受け入れた。この会議によって第一次モロッコ事件は一時的に解決したが、三国同盟と三国協商の間の国際的な緊張は悪化しただけであった。

### フランスの侵攻

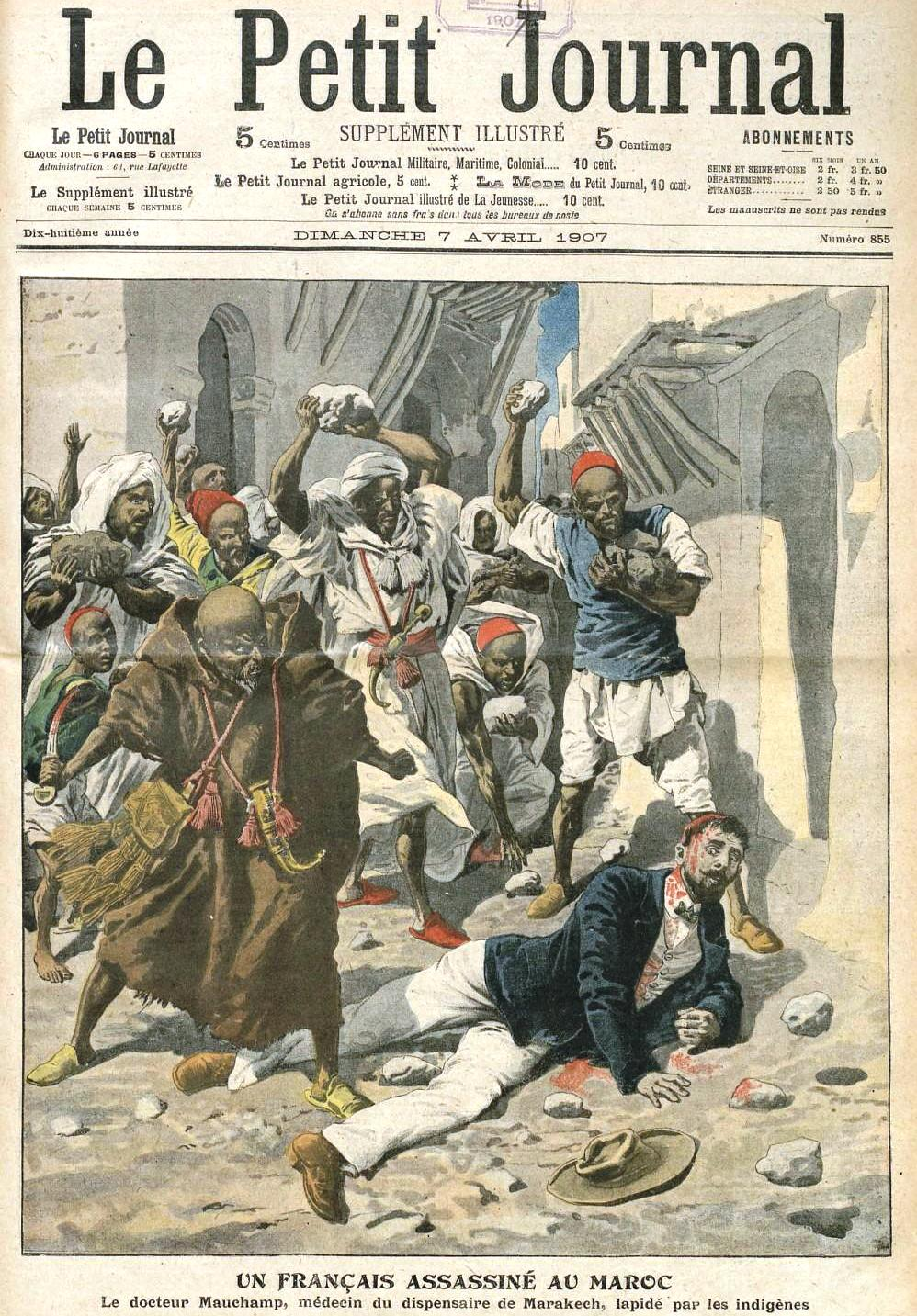
フランスの開戦事由に用いられた、マラケシュでのエミール・モーシャンの暗殺

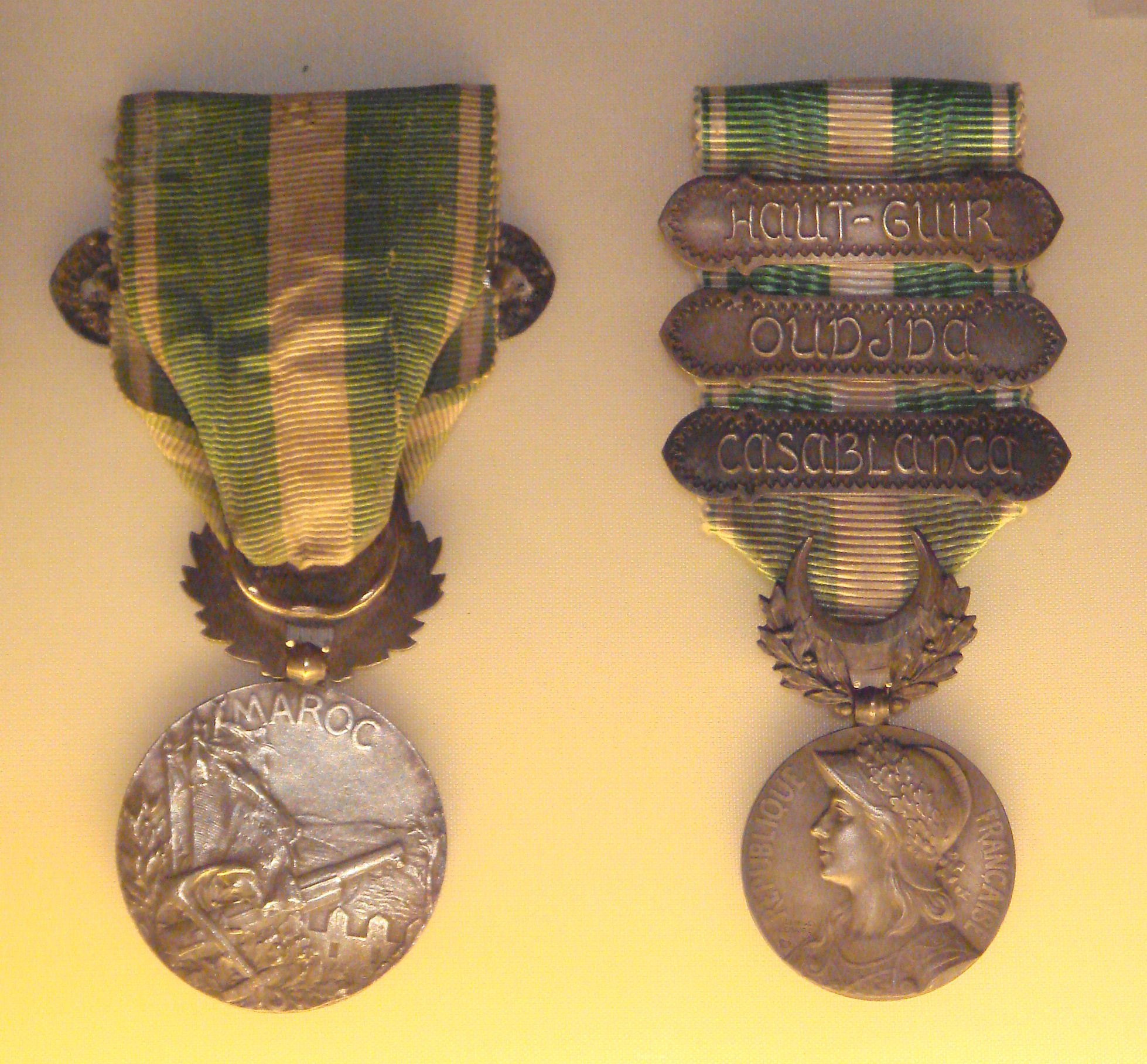
1909年のモロッコ記念メダル－フランスのモロッコ侵攻に参加したフランス兵に配布された

フランスによるモロッコ征服は、1907年3月19日のマラケシュでのエミール・モーシャンの暗殺の余波の中で始まった。フランスの新聞では、彼の死は「モロッコの野蛮な先住民からの挑発的で弁護の余地のない攻撃」と強調された。ユベール・リヨテは、彼の死をウジダに東から侵入する口実として捉えた。

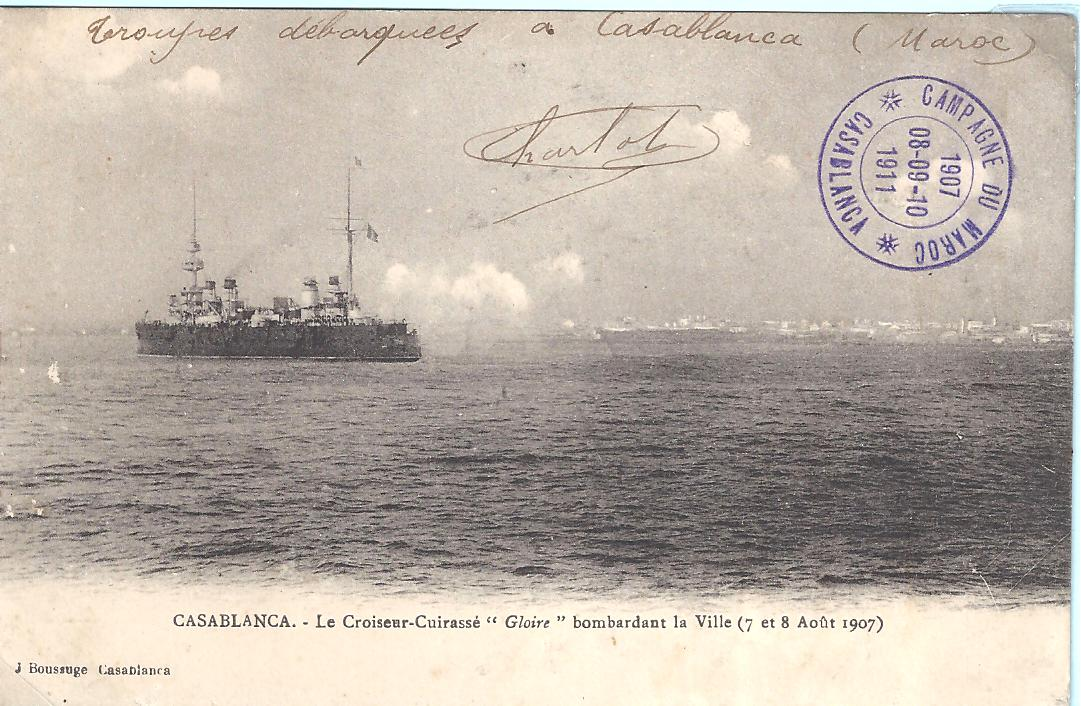
はがきに印刷された、1907年8月のカサブランカ砲撃中のフランス巡洋艦グロワール

1907年の夏、シャウイアの部族は、1906年にカサブランカで開催されたアルヘシラス会議に対して反乱を起こし、港とロシュ・ノワールの採石場の間を結ぶ鉄道で働いていた9人のヨーロッパ人労働者を殺害した。フランス軍は8月5日から7日までカサブランカに砲撃することで対応し、カサブランカとシャウイア平原を占領して「鎮圧」し、西からフランス軍の侵攻が始まることを示した。

### ハフィーディアのクーデター
アブデラジーズはフランスによるウジュダとシャウイアへの侵攻と占領に関して、行動を起こさなかった。そのため、ムハンマド・アルカタニとフェズの人々の間で、モロッコ防衛のためのジハード（イスラム教間での聖戦）の関心が高まった。モロッコ南部の貴族がスルタンの弟であるアブデルハフィードへの支持を表明し、フェズの人々も過去の事例を無視して条件付きバイア（バイアはイスラム教での誓い）として支持を表明した。フランスはアブデラジーズを支持し、政府系新聞のEs-saada (السعادة)でアブデラジーズを支援した。

### 第二次モロッコ事件

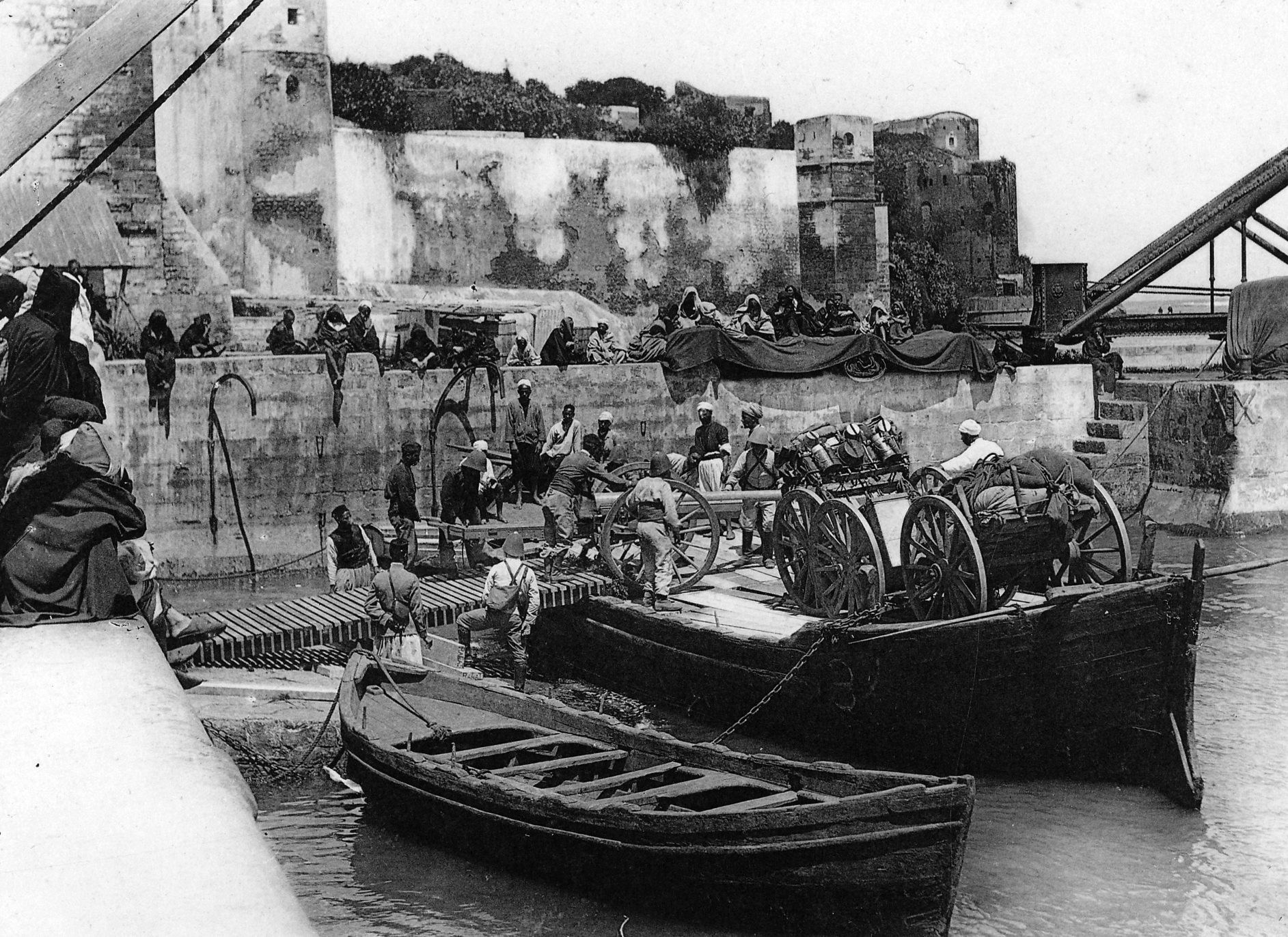
ラバトでのフランスの大砲（1911年）

1911年、モロッコでスルタンアブデルハフィードに対する反乱が起こった。1911年4月頭まで、スルタンはフェズの宮殿で包囲され、フランスはヨーロッパ人の命と財産を保護するという名目で、反乱の鎮圧を助けるために軍隊を派遣する準備をした。フランスは1911年4月末に飛行コラムを派遣し、ドイツはフランスが都市を占領することを承認した。モロッコ軍はフランス占領下の都市を包囲した。およそ1ヶ月後、フランス軍は包囲を終わらせた。1911年6月5日、スペインはアライシュとクサール・アルケビールを占領した。1911年7月1日、ドイツの砲艦パンサーがアガディールの港に到着した。これに対し、イギリスに支持されたフランスは即座に反応した。

## フランス保護領（1912年 - 1956年）

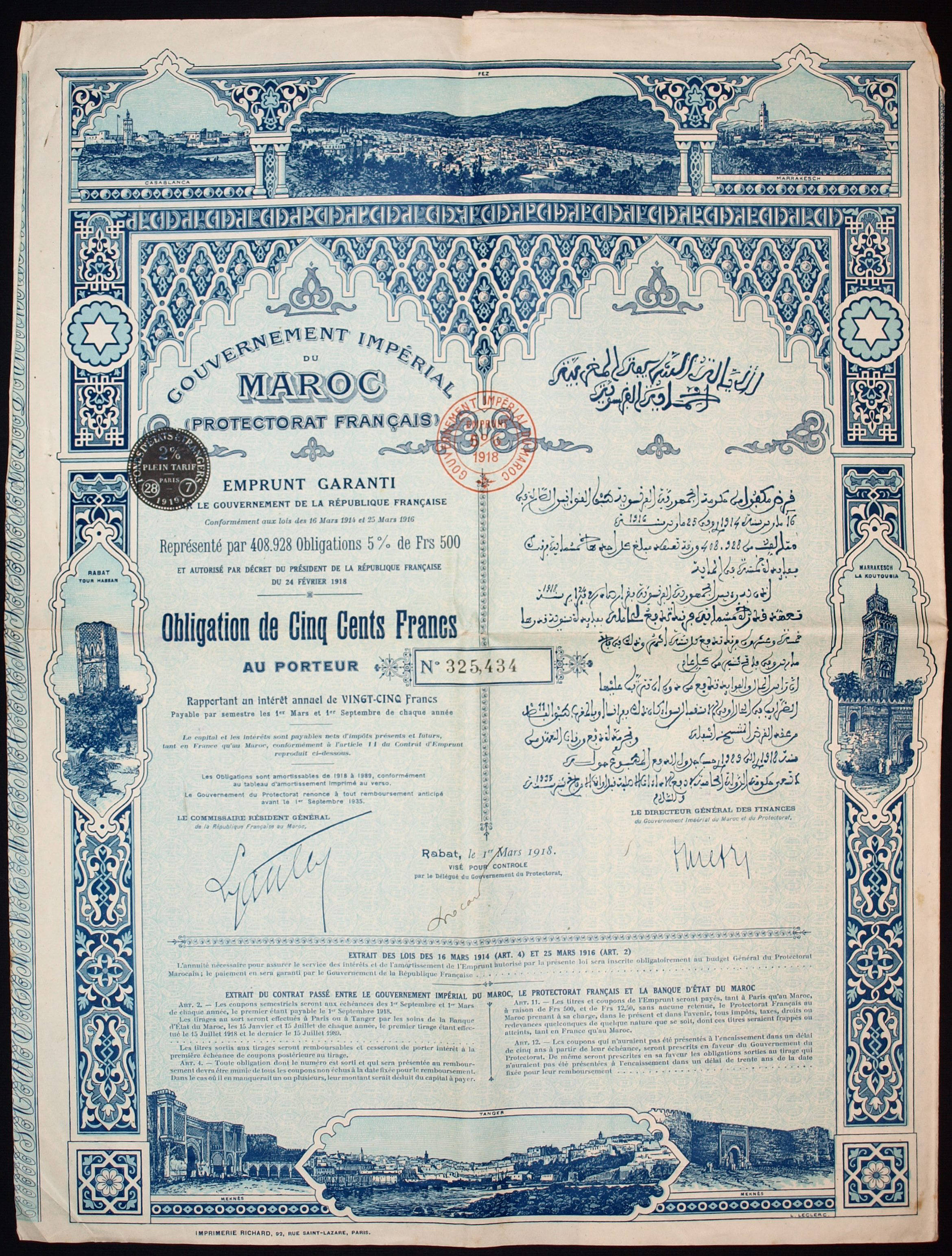
1918年3月1日に発行された、フランス領モロッコの債券

フランスはフェス条約でモロッコに保護領を正式に設立し、国に事実上残っていた独立を終わらせた。法的な観点では、厳密にはこの条約はモロッコの主権国家としての地位を奪うことはなかった。また、スルタンが君臨したが統治しなかった。スルタンのアブデルハフィドは、条約に署名した後に弟のユセフを支持して退位した。1912年4月17日、モロッコの歩兵はフェズ暴動を起こし、フェズのフランス駐屯地で反乱を起こした。しかし、モロッコは都市を占領することができず、フランスの救援部隊に敗北した。1912年5月下旬、モロッコ軍は再びフェズの強化されたフランス駐屯地を攻撃することに失敗した。
フランスは、モロッコの大部分を保護領にする際、アルジェリアとチュニジアでの経験を背景に、後者をモロッコ政策の手本とした。しかし重要な違いがあった。第一に、保護領の成立は第一次世界大戦のわずか2年前であり、この大戦によって植民地支配への新たな姿勢がもたらされた。モロッコの保守的なフランス人支配者は、文化や教育に対する典型的なフランスの同化主義を自由主義の幻想として否定し、都市計画や植民地教育によって文化の混交を防ぎ、フランス人が協力のために頼っていた伝統社会を堅持しようとした。第二には、モロッコには約1000年の独自の伝統があり、アンダルスの影響を強く受けながらも、オスマン帝国の支配を受けたことがない。
また、モロッコは北アフリカ諸国の中でも大西洋に面しており、アルヘシラス会議から派生した各国の権利、タンジェでの外交団（フランス公使館を含む）の特権を獲得していた点で特異な存在であった。こうして、大西洋と地中海の両岸を持つ国土の北部10％がフランス支配地域から除外され、スペインの保護領として扱われることになった。
モロッコは保護国ではあったが、国際司法裁判所の声明によれば、国際法上の国家としての人格は法律上保持されており、植民地以前と現代の間に不連続性はなく、主権国家として存続している。しかし、実際はフランスがもっと大きな権力を握っていた。
保護領の下では、フランス人公務員はフランス植民地主義者やフランス国内の支持者と手を組み、モロッコ独立の動きを阻止した。平和化が進むと、フランス政府は経済開発、特にモロッコの鉱物資源の開発、近代的な交通網の整備、フランス市場向けの近代的な農業の発展を推進した。モロッコには数万人の入植者が入り、豊かな農地を大量に買い占めた。これらの人々の間に形成された利益団体は、フランスに対してモロッコに対する支配力を強めるよう絶えず圧力をかけ続けた。

### 第一次世界大戦

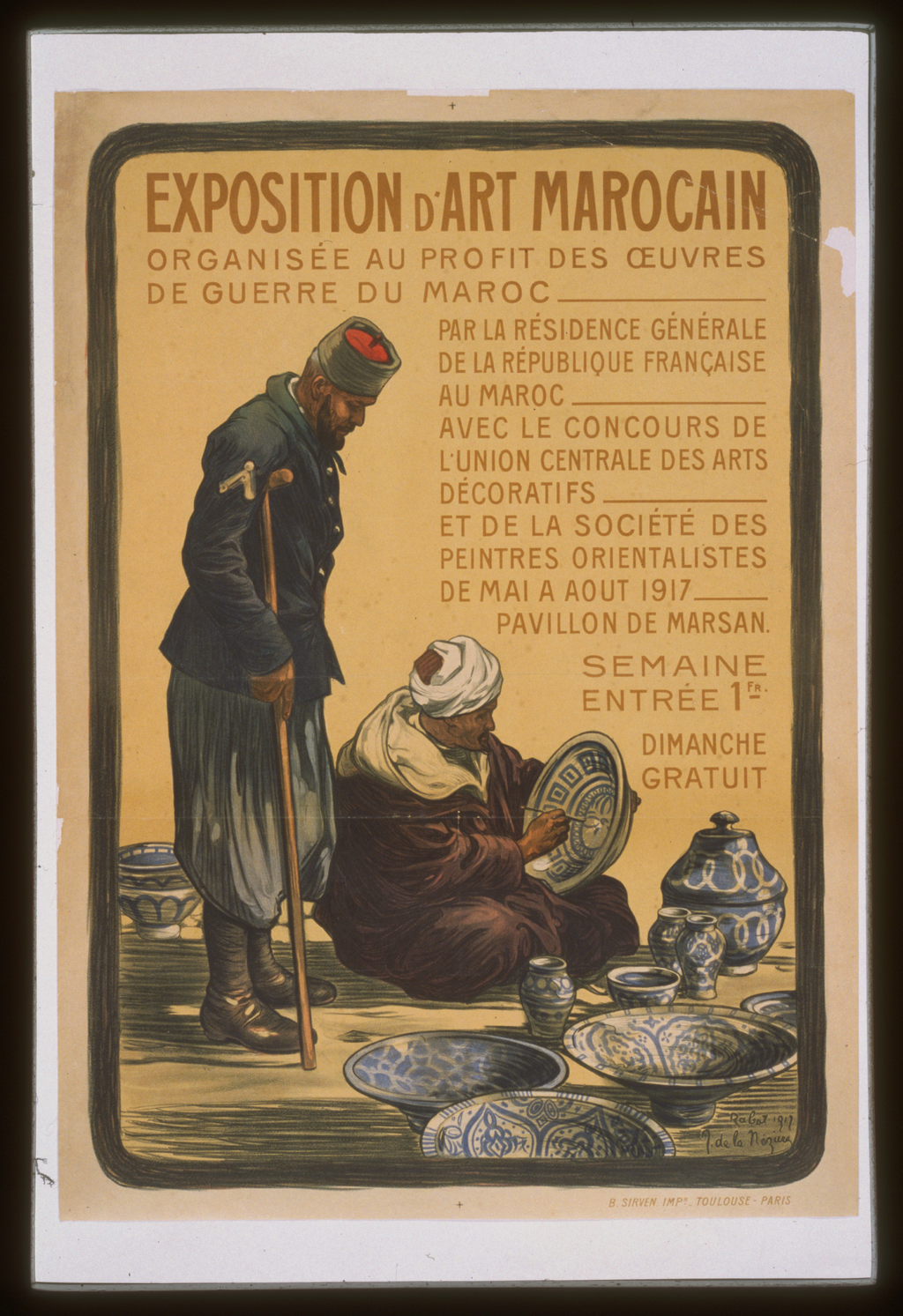
第一次世界大戦でフランスに仕え、負傷したモロッコ軍のための美術展の広告。Joseph de La Nézièreによって描かれ、オリエンタリズムの特徴がある。

フランスは、アフリカや世界中の他の植民地と同様に、モロッコから歩兵を募り、植民地軍に参加させた。第一次世界大戦を通じて、37,300 - 45,000人のモロッコ人が「モロッコ旅団」を結成し、フランスのために戦った。モロッコ旅団は、1914年9月のマルヌ会戦で初めてフランスに従軍し、第三次アルトワ会戦、第二次シャンパーニュ会戦、ヴェルダンの戦いなど、戦争における主要な戦闘すべてに参加した。彼らは、戦争での勇気と犠牲によって値する対価を与えられていないので、歴史家はこのモロッコ人兵士たちを「栄光なき英雄」と呼んでいる。ブラヒム・エル・カディリ・ブーチッチは、第一次世界大戦でフランスの軍に参加したモロッコ人兵士を「モロッコとフランスの関係の中で最も重要な瞬間の一つ」と位置づけた。

### リヨテと保護領（1912年 - 1925年）

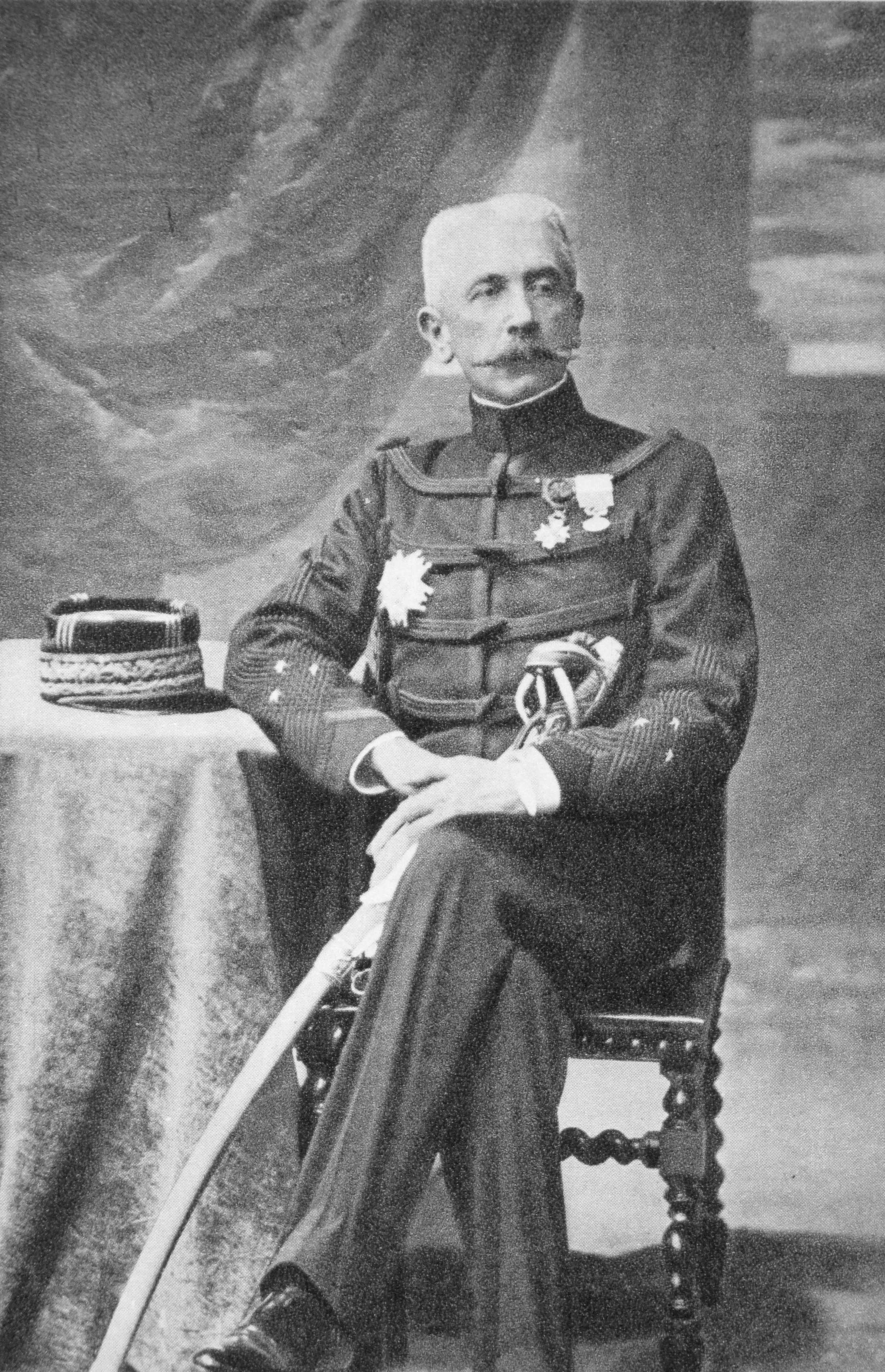
ユベール・リヨテ（最初のフランス保護領モロッコの統監）。彼はスルタンの権威を維持しながら、フランスの植民地の利権を代表した。

保護領の初代総督であるユベール・リヨテは、王党派に傾倒した理想的でありながら現実的な指導者であり、フランスの影響下であらゆる分野でモロッコを発展させることを使命としていた。彼の同胞とは異なり、リヨテはフランスがフランス領アルジェリアのようにモロッコを直接併合すべきではなく、むしろモロッコ社会を改造して再教育する必要があると考えていた。彼はこの経過で次のことを約束した：
...伝統を傷つけず、習慣を変えず、すべての人間社会には支配階級があり、支配するために生まれ、それなしでは何もできないことを思い出してください...[私たちは]私たちの統治に支配階級を参加させます...私たちがそこに派遣できるすべての軍事遠征よりもはるかに少ない費用で、また確実にその国は平和になるだろう...
リヨテの構想はイデオロギー的なものであった。それはフランスと協力し、文化や援助をフランスに求める、強力で親フランス、西洋化された君主制である。アルジェリアでは貴族も政府もすべて退去させられたが、モロッコでは貴族もリヨテの構想に参加した。リヨテは貴族とともに働き、貴族へ支援を行い、彼らが子供を通わせることができるエリート私立学校を建設したのである。
リヨテは、スルタンに名実ともにその権力を保持させ、自らの名前と印鑑で法令を発行し、モロッコの宗教指導者であり続けることを認め、さらにアラブ人だけの法廷を許可したのである。リヨテこのことについて次のように述べている：
モロッコには、フランスに守られたシャリフアンの政府しかない。
モロッコに関する多くの記事を書いたイギリスのジャーナリスト、ウォルター・バートン・ハリスは、フランスがモロッコの伝統的な社会を守っていることを評している：
ムーア人の宮廷でヨーロッパ人を目にすることはほとんどなく、（ヨーロッパの文化に触れる機会がないので、）首都に到着した先住民にとって、その先住民やその先祖達のみる景色や見た目に変化がほとんど見られない。
リヨテは1925年までその職を務めたが、その頃、フランス・スペイン政権とスルタンに対するリーフ共和国の反乱が失敗していた。

### 経済搾取

#### 農業

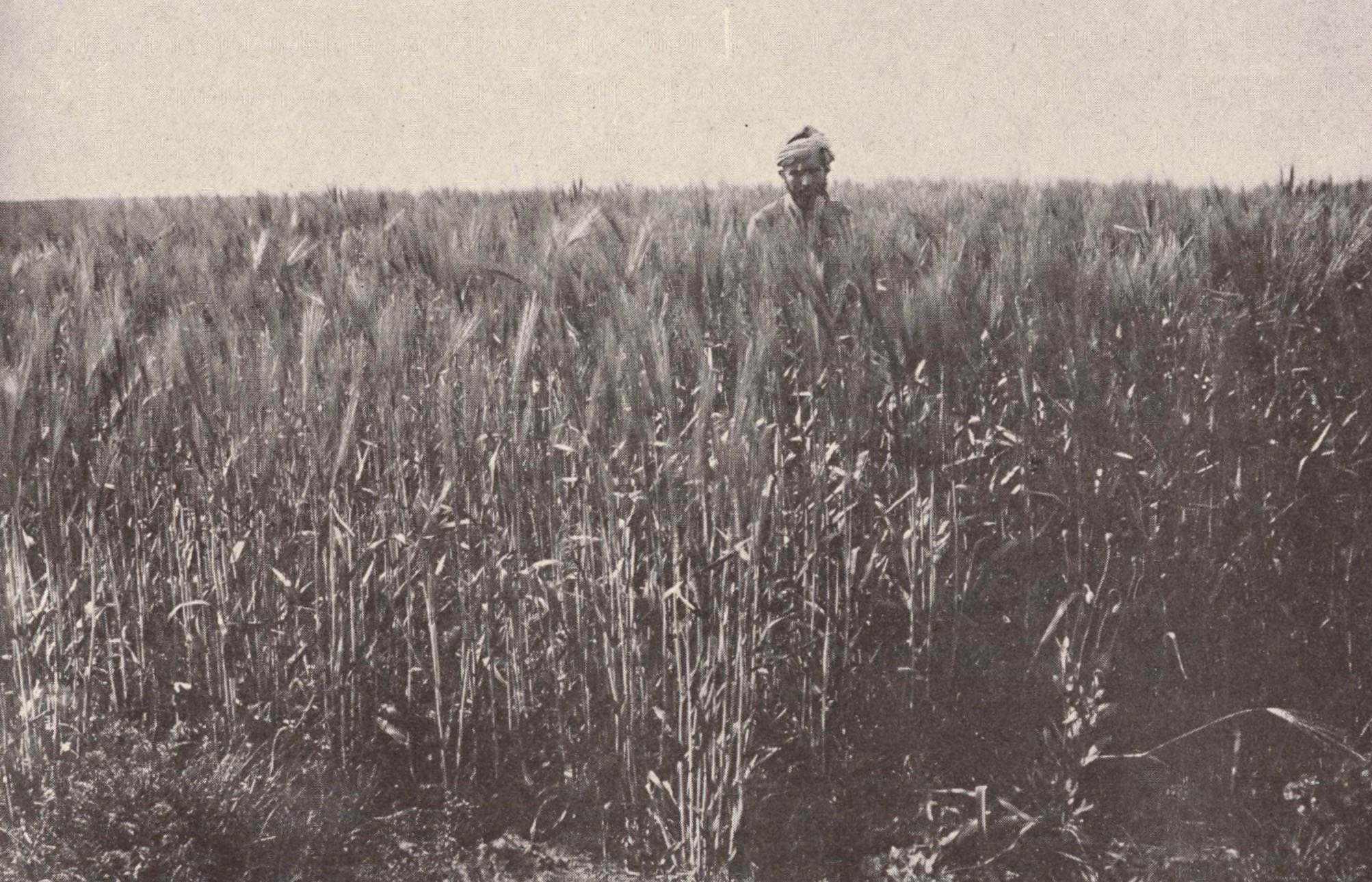
雑誌France-Marocで1917年8月15日に刊行された、Chaouiaのオオムギ畑の農家

スーザン・ジルソン・ミラーが述べたように、「原住民の農民の多くを根のないプロレタリアートに減らした」不謹慎な土地収容を行ったアルジェリアでの経験から学び、リヨテは、南ヨーロッパの「リフラフ」の代わりに692人の「紳士農民」からなる選ばれたグループを勧誘した。このグループはles indigènesの「模範」として機能し、1917年から1925年までのモロッコの地方での植民地化にフランスの影響を与えることができた。

#### インフラ

モロッコのロードマップ（1919年）

#### 天然資源

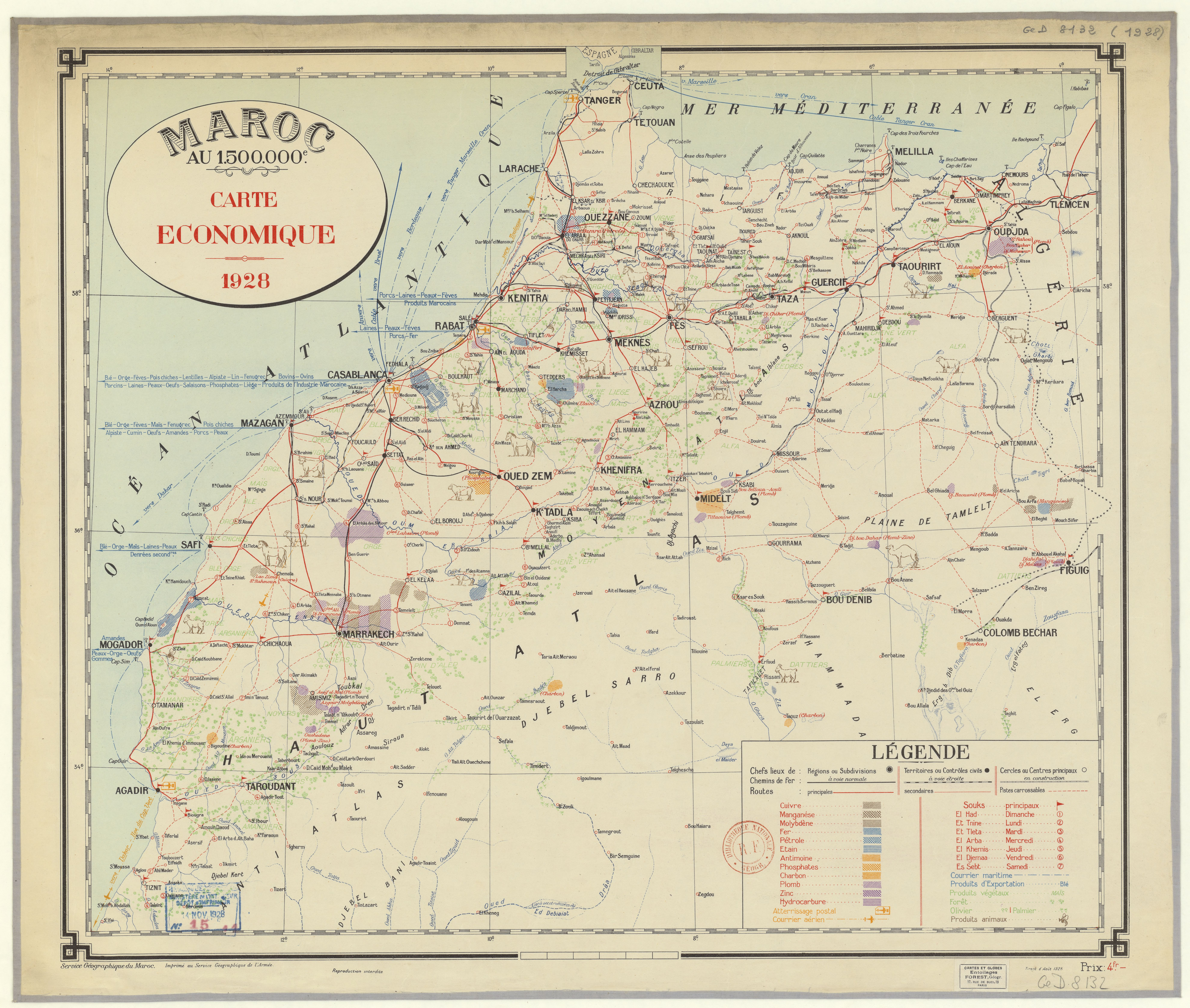
1928年にフランス保護領によって作成されたモロッコの経済地図

1920年、カサブランカ港と鉄道で直接結ばれていたクーリブカでリン酸塩を採掘するために、OCPグループ（Office Chérifien des Phosphates）が設立された。1921年には39,000トン、1930年には200万トン近いリン酸塩が採掘された。鉱山で働くモロッコ人労働者は社会的な保護を受けられず、また団結を禁止され、収入はヨーロッパ人の収入のほんの一部分しか稼げなかった。

## フランス支配への反対

### ザイエン戦争
モロッコのベルベル人のザイエン連合は、1914年から1921年にかけて、フランスに対して反乱を起こした。総督ユベール・リヨテは、フランスの影響力を中央アトラス山脈を通ってフランス領アルジェリアに向かって東に拡大しようとした。これはムハ・オウ・ハンモウ・ザヤニ率いるザイエン族によって反対された。戦争はフランスにとって有利に始まり、フランスはすぐにタザとヘニフラの主要な町を占領した。一方、ザイエン族はヘニフラでの基地を失ったにもかかわらず、フランスに大きな損害を与えた。
第一次世界大戦の勃発に際し、フランスはヨーロッパでの従軍のために軍隊を撤退させた。また、フランスはエルヘリの戦いで600人以上を失った。その後の4年間、中央同盟国によるザイエン連合への諜報活動と財政的支援、および不足しているフランスの人員を減らす、絶え間ない襲撃と小競り合いにもかかわらず、フランスは領土のほとんどを保持した。
1918年11月のドイツとの休戦後も、部族のかなりの勢力がフランスの支配に反発続けた。フランスは1920年にヘニフラ地域での攻撃を再開し、ザイエン族の運動の自由を制限するために一連のブロックハウスを建てた。フランスはHammouの息子たちと交渉を始め、3人の息子と多くの従者を説得し、フランスの支配に服従させた。ザイエン連合では、服従を支持する者と反対する者とに分かれて内紛が起こり、1921年春にHammouが亡くなった。フランスはこれに対し、中央アトラス山脈に3方向から強力に攻め込み、この地域を平和にした。モハ・オウ・サイードが率いる一部の部族は、アトラス高地に逃れ、1930年代までフランスに対するゲリラ戦を続けた。

### 第三次リーフ戦争

リーフ共和国（1921年-1926年）の旗

1912年から1927年までのスルタンユセフの治世は混乱しており、スペインとフランスに対する蜂起が頻発した。これらの中で最も深刻だったのは、リーフ共和国の樹立に成功したアブド・エル・クリムが率いた、リーフ山脈でのベルベル蜂起であった。この反乱は北部のスペイン支配地域で始まったが、やがてフランス支配地域でも始まった。フランスとスペインの連合軍は1925年にようやく反政府勢力を打ち負かした。自身の安全確保のため、フランスは裁判所をフェズからラバトに移した。

### 国民政党
1930年5月16日のベルベル勅令に対する反発の中で、群衆は抗議して集まり、勅令に対抗するための全国的なネットワークが確立された。スーザン・ジルソン・ミラー博士は、これを「初期のナショナリスト運動が生まれた苗床」として引用している。1934年12月、新たに結成されたモロッコ行動委員会（كتلةالعملالوطني、Comité d'Action Marocaine – CAM）のメンバーである少数の国民主義者が、フェズ条約、モロッコ人の政府の地位への入会、および代表評議会の設立によって想定されているような間接統治への復帰を求める改革計画（برنامجالإصلاحاتالمغربية）を提案した。請願書、新聞社説、フランスへの個人的な訴えなど、改革の検討を行うための適度な戦術がCAMによって使用された。

### 第二次世界大戦
第二次世界大戦中、ひどく分裂していた民族主義運動は結束を強め、情報通のモロッコ人たちは、戦後の政治的変化の現実的可能性をあえて考慮するようになった。モロッコ民族運動（الحركة الوطنية المغربية）は、第二次世界大戦中のカサブランカ会談でフランクリン・ルーズベルトが戦後のモロッコ独立への支持を表明したことで勢いづいた。民族主義政党は、大西洋憲章などの第二次世界大戦中の宣言に基づいてモロッコの独立を主張した。
しかし、連合軍のモロッコでの勝利が独立への道を開くと信じていた民族主義者たちは失望した。1944年1月、その後の民族主義運動の指導的立場にあったイスティクラル党は、完全独立、民族統一、民主憲法を要求するマニフェストを発表した。スルタンムハンマド5世は、フランス総領事ガブリエル・プオーに提出する前にこのマニフェストを承認していたが、プオーは保護領の地位の基本的な変更は考えていないと回答した。

### 独立闘争
1940年代後半から1950年代初頭にかけて、政治的・非暴力的な行動に効果がないことが明らかになった。都市であり産業の中心地でもあるカサブランカで特に独立闘争がますます激しくなり、虐殺や爆撃、暴動が起こった。

#### タンジール演説とカサブランカ虐殺事件
1947年、スルタンムハンマド5世は、当時のタンジール国際地帯で、自国の植民地主義からの独立と領土の統一を訴える演説を計画した。
スルタンの演説を前に、カサブランカのフランス植民地軍、特にフランス植民地帝国に仕えるセネガル・ティライユールが、モロッコ人労働者を大量に虐殺した。この虐殺は1947年4月7日から8日にかけて約24時間続き、ティライユールは労働者の居住区にある住宅に乱射し、180人のモロッコ人市民が犠牲になった。スルタンは、カサブランカに戻り犠牲者の家族を慰めた後、タンジールに向かい、メンドゥビア宮殿の庭で歴史的な演説を行った。。

#### ファルハット・ハチェド氏殺害事件
チュニジアの労働組合員ファルハット・ハチェドがフランス情報部の秘密武装組織「ラ・マン・ルージュ」によって暗殺されたことをきっかけに、世界各地で抗議運動が起こった。カサブランカでは1952年12月7日から8日にかけて暴動が発生し、約100人が犠牲になった。暴動の後、フランス当局はアバス・メッサーディを逮捕したが、彼はやがて逃亡してモロッコ解放軍を創設し、リーフでの武装抵抗運動に参加することになった。

### 王と民衆の革命

#### スルタンムハンマドの亡命
民族主義者に対してスルタンが同情していることは戦争の終わりまでに明らかになったが、彼はまだ完全な独立が徐々に達成されることを望んでいた。対称的に、フランスの経済的利益に支えられ、ほとんどの入植者に積極的に後押しされた居住者は、独立を除いた改革でさえ、検討することを断固として拒否した。公式による非難によって、民族主義者と入植者の間の亀裂が増し、スルタンと統監府の間での分裂が徐々に広がった。
ムハンマド5世とその家族は、1954年1月にマダガスカルに移された。統治が違法であると見なされていた人気のないムハンマド・ベン・アーラファによる交代によって、スルタンを宗教指導者と見なした人々と、民族主義者の両方がフランス保護領に対し積極的に反発した。1955年までに、ベン・アーラファは退位するよう圧力をかけられた。その結果、彼はタンジェに逃げ、そこで正式に退位した。
1955年1月4日、フランスはカサブランカで6人のモロッコ民族主義者を処刑した。入植者と民族主義者の間の対立は1955年8月19日から11月5日まで増加し、約1,000人が死亡した。
その後、モロッコでのスルタンの帰還を求める団結した要求、暴動の増加とアルジェリアでの状況悪化に直面し、ムハンマド5世は1955年11月16日に亡命先から帰還し、1955年11月18日に独立を宣言した。1956年2月、彼はモロッコの独立を施行するためのフランスとの交渉に成功し、1957年に王の称号を獲得した。

#### 1956年の独立
1955年後半、ムハンマド5世は、フランスとモロッコの相互依存の枠組みの中で、モロッコの独立を徐々に回復させるための交渉に成功した。スルタンは、モロッコを民主的な政治体制を備えた立憲君主制に変える改革を開始することに合意した。1956年2月、モロッコは制限されていたものの、内政ができるようになった。完全な独立のためのさらなる交渉は、1956年3月2日にパリで署名されたフランスとモロッコの協定で最高潮に達した。その年の4月7日、フランスは保護領モロッコを正式に放棄した。国際都市タンジェは、1956年10月29日にタンジール議定書に署名して再統合された。スペイン保護領の廃止とスペインによるモロッコの独立の承認は別々に交渉され、1956年4月の共同宣言で最終決定された。1956年と1958年のスペインとのこれらの合意により、スペインが支配する特定の地域に対するモロッコの支配が回復したが、軍事行動を通じて他のスペインの領土を主張する試みはあまり成功しなかった。
独立後の数か月で、ムハンマド5世は立憲君主制の下で近代的な政府を構築し、その中でスルタンは積極的な政治的役割を果たした。彼は慎重に行動し、確立された秩序を打倒しようとする、民族主義運動のより過激な部分を許可する意図はなかった。彼はまた、イスティクラル党がその支配を強化し、一党制を確立することを防ぐことに熱心であった。1957年8月、ムハンマド5世が王の称号を獲得した。

## 金融政策
フランスは、保護領で使用するために1921年から1956年まで硬貨を鋳造し、新たな硬貨が導入されるまで流通し続けた。フランスは、100センチメートルに分割されたフラン硬貨を鋳造した。これは、1960年にモロッコの現在の通貨であるモロッコ・ディルハムの再導入によって代わられた。
アルヘシラス会議は、新しく設立されたモロッコの国立銀行から、40年の任期で金に裏打ちされた紙幣の発行に至るまで、ヨーロッパの銀行家に譲歩した。新しい国立銀行はモロッコの中央銀行として機能することになっていたが、シェリフィアン帝国の支出には厳格な上限があり、融資を保証した国立銀行（ドイツ帝国、英国、フランス、スペイン）によって管理者が任命された。

## 抑圧
ユベール・リヨテは、保護領内の植民地支配を監督する「先住民政策評議会（Conseil de politique indigène）」を設立した。
保護領時代、モロッコ人は大規模な政治的集まりに参加することができなかった。これは、植民地軍が「自分たちの理解を超えたことを聞くかもしれない」と判断したためである。
また、フランス当局はアラビア語の新聞が政治を報道することを禁じ、検閲の申し立てがあった。フランスの保護下で、イスティクラル党のアラビア語新聞「アル・アラム」は記事全体が検閲され、文字が欠落したまま印刷された。

## 郵便の歴史
1854年にはフランスの郵便局がタンジェから郵便を送っていたが、1892年にモロッコのスルタン、ハッサン1世が国営の郵便局「シャリファン・ポスト」を設立し、国中に郵便局を開設したのが正式な始まりとされる。この構想は、外国または地方の民間郵便事業を制限することを目的としていた。1912年の保護領成立後、フランスの郵便局は、ペセタとセンティモの価値をフランスの通貨額と1対1の比率で割り増しした切手を、タイプセージ号と1902年以降の「MAROC」と刻まれたムフロン号（割り増しなしの正式発行はなかった）の両方を使用して発行していた。1911年、ムフロンのデザインはアラビア語で加刷された。
保護領の最初の切手は1914年8月1日に発行され、既存の切手に「PROTECTORAT FRANCAIS」という加刷が追加されただけのものであった。最初の新しいデザインは1917年の発行で、6種類のデザインで17枚の切手を構成し、サンチームとフランの額面で、「MAROC」と刻まれていた。

## 鉄道
モロッコには、1912年から1935年にかけて、アフリカで最大の600 mm (1 ft 11+5⁄8 in)の鉄道の1つがあり、全長は1,700キロメートルを超えていた。超大国の代表者が標準軌のタンジール・フェズ鉄道が完成するまでモロッコに標準軌の鉄道を建設しないことに合意したアルヘシラス会議の後、フランスはフランス領モロッコに600 mm (1 ft 11+5⁄8 in)の軍事鉄道を建設し始めた。

## 遺産
フランス植民地帝国は、モロッコの社会、経済、言語、文化、教育に長期的な影響を及ぼした。新植民地主義と言われている長引くつながりもある。モロッコはアフリカの旧フランス植民地として、フランサフリックとフランコフォニーに属している。2019年では、モロッコ人の35％がフランス語を話す。これは、アルジェリアの33％、モーリタニアの13％を上回っている。
フランスには約1,514,000人のモロッコ人がおり、モロッコ以外のモロッコ人の最大のコミュニティとなっている。INSEEは、2019年10月の時点でフランスに約755,400人のモロッコ人が居住しており、これはフランスの移民人口の20％に相当すると発表した。
建築家アルバート・ラプラードによってリヨテのために設計され、1924年に完成した旧総長邸宅は、現在モロッコ内務省の本拠地となっている。